# Papa
Se conoce como papa (del latín tardío papa o papas, y estos del griego πάππας pápas; 'sacerdote', 'obispo' o 'papá') al obispo de Roma o romano pontífice (en latín: romanus pontifex), considerado por el cristianismo católico sucesor del apóstol Pedro, vicario de Cristo, cabeza del Colegio Episcopal y pastor de la «Iglesia universal en la tierra». Es, además, el soberano del Estado de la Ciudad del Vaticano. Recibe también los títulos de sumo pontífice (summus pontifex) o pontífice máximo (pontifex maximus), patriarca de Occidente (Patriarcha Occidentis) y siervo de los siervos de Dios (servus servorum Dei). A su vez, la Iglesia ortodoxa de Constantinopla reconoce al papa como «el primer patriarca» y a Roma como «la primera sede».
En el ámbito internacional, el papa recibe el trato de jefe de Estado y el tratamiento honorífico y protocolario de santidad. Igualmente, es el representante por excelencia de la Santa Sede, que tiene personalidad jurídica propia, canónica e internacional. Asimismo, el pontífice posee inmunidad diplomática; es decir, no puede ser acusado en tribunales, ya que más de 170 países lo reconocen como soberano del Vaticano.
Conforme a la tradición católica, el papado tiene su origen en Pedro, apóstol de Jesús, que fue constituido como primer papa y a quien se le otorgó la dirección de la Iglesia y el primado apostólico. Hasta el pontífice presente, la Iglesia católica enumera una lista de 267 papas en sus dos milenios de historia. No obstante, en otras confesiones cristianas, tanto la primacía de Pedro como la sucesión papal y hasta el papado mismo no son considerados como verdaderos o se interpretan bajo sentidos diferentes al sentir católico.
Como jefe supremo de la Iglesia, tiene las facultades de cualquier obispo y, además, aquellas exclusivas e inherentes a la cátedra petrina, como la declaración universal de santidad (canonización), el nombramiento de cardenales y la potestad de declarar dogmas. Esta última es una de la más controvertidas, ya que implica la llamada infalibilidad papal, por la cual, conforme al dogma católico, el pontífice está exento de cometer errores en materias de fe y moral, pero únicamente si habla ex cathedra.
Es elegido por el Colegio Cardenalicio reunido en cónclave. El papa actual es León XIV, de nombre secular Robert Francis Prevost, cardenal estadounidense-peruano elegido el 8 de mayo de 2025.

## Origen del término
El término «papa» proviene de la voz griega πάππας (papas), originalmente ‘padre’ o ‘papá’ (en latín clásico, 'tutor'). En el campo eclesiástico era usado antiguamente para referirse a los obispos en Asia Menor y fue tomado como título por el obispo de Alejandría desde mediados del siglo III. A partir del siglo XI en Occidente se usa de forma exclusiva para referirse al obispo de Roma.

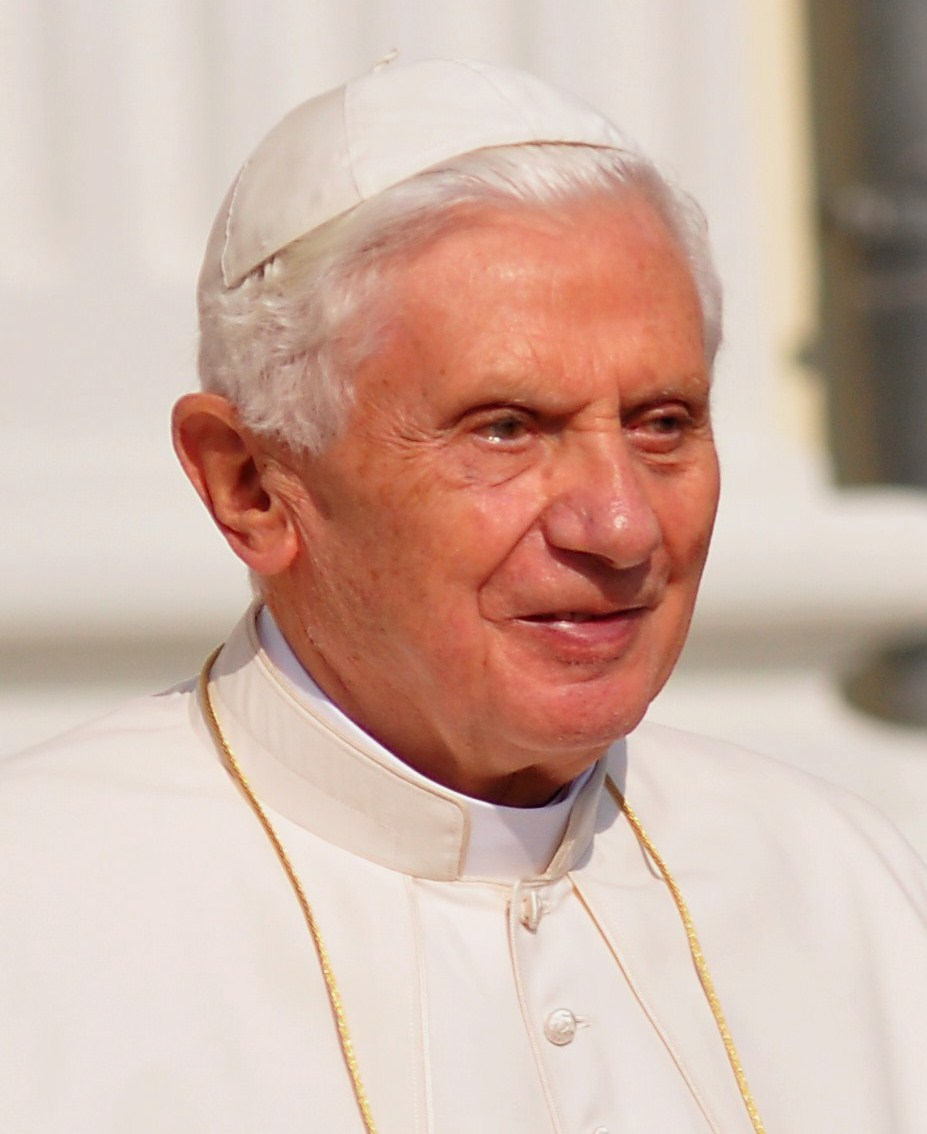
Benedicto XVI (2005-2013), último papa que renunció al cargo.

Popularmente se cree que PAPA (abreviado P. o PP.) es un acrónimo del latín Petri Apostoli Potestatem Accipiens: «recibiendo la potestad del apóstol Pedro».
Durante los primeros siglos de la historia del cristianismo, la expresión papa se usaba para dirigirse o referirse a los obispos, en especial a los metropolitas u obispos de diócesis mayores en extensión o importancia. Así, Cipriano de Cartago, por ejemplo, es llamado papa (cf. Epist. 8, 23, 30 etc.). La primera vez que se tiene constancia del empleo de esta expresión para el obispo de Roma es en una carta de Siricio (cf. Carta VI en PL 13, 1164), a fines del siglo IV. Sin embargo, seguía utilizándose indistintamente para otros obispos. Hay que esperar a Gregorio VII para un uso ya exclusivo del obispo de Roma. Así que el título de papa no es exclusivo de la Iglesia de Roma, pues era empleado antiguamente por los principales patriarcas, hasta que fue cayendo en desuso, conservándolo el patriarca de Occidente (obispo de Roma), el de la Iglesia copta y el de la Iglesia ortodoxa de Alejandría. También podemos ver el uso reverencial de la expresión latina papa para dirigirse a los popes de la Iglesia ortodoxa rusa.

## Historia del papado

### Origen
La visión de la Iglesia católica de los relatos evangélicos en torno al apóstol Simón Pedro (conocido como san Pedro) resalta su preeminencia sobre los demás apóstoles: Jesús le da un nombre especial, Cefas (roca en arameo) traducido al griego como πέτρος (Pedro), el cual señalaría la futura misión del apóstol. Además, en los listados de apóstoles los evangelistas siempre lo nombran en primer lugar (a pesar de no haber sido el primero en recibir la llamada de Jesús), incluso utilizando el título de «el primero». Con todo, el pasaje evangélico clave es Mateo 16, 13-20, donde Jesús más adelante hace entrega a Pedro de las «llaves del Reino de los Cielos» y se refiere a él como la piedra sobre la cual fundaría su Iglesia. Luego de la resurrección, Jesús nuevamente le menciona su papel: «Apacienta mis corderos, apacienta mis ovejas». «Apacentar» en términos bíblicos significa «gobernar».
Por ello, según la Iglesia católica, el Evangelio reflejaría la voluntad de Jesucristo de que sus discípulos permanecieran unidos bajo la dirección de Pedro, tal y como sugiere el pasaje bíblico sucedido en Cesarea de Filipo, ciudad edificada sobre una terraza a los pies del monte Hermón:

Y yo a mi vez te digo que tú eres Pedro, y sobre esta piedra edificaré mi Iglesia, y las puertas del Hades no prevalecerán contra ella. A ti te daré las llaves del Reino de los Cielos; y lo que ates en la tierra quedará atado en los cielos, y lo que desates en la tierra quedará desatado en los cielos.
Mateo 16, 18-19

En los Hechos de los Apóstoles se mostraría el papel de dirección que tiene Pedro: se encarga de iniciar la dirección del que tomaría el lugar de Judas, el primero en salir a hablar después de la venida del Espíritu Santo, el primero en hablar en el concilio de los apóstoles. Todo ello es interpretado por la Iglesia católica como muestra del papel y misión que Jesús dio a Pedro en relación con la Iglesia que él fundaría.
Por tales motivos Pedro es considerado dentro de la Iglesia católica como el primer papa. Aunque en aquel tiempo no llevaba el título pero sí la misma función y autoridad.[cita requerida].

#### Autoridad del obispo de Roma entre los Padres de la Iglesia
Antes del Concilio de Nicea I, varios Padres de la Iglesia afirman la autoridad del obispo de Roma sobre la Iglesia universal, entre ellos está la demostración de Clemente de Roma del siglo I, como obispo de la Iglesia de Roma, envió a los corintios una carta llamándolos al orden y a la obediencia. Esta obediencia es causa de la autoridad dada a Pedro por Jesús en el Evangelio de Mateo 16,15-19.

¿Se le ocultó algo a Pedro, que fue llamado piedra de la Iglesia que iba a ser edificada, que obtuvo las llaves del reino de los cielos y la potestad de desatar y atar en los cielos y en la tierra?, Pero si te encuentras cerca de Italia, tienes Roma, de donde también para nosotros está pronta la autoridad.  Qué feliz es esta Iglesia a la que los Apóstoles dieron, con su sangre, toda la doctrina, donde Pedro es Igualado a la pasión del Señor.
Tertuliano, De praescriptione haereticorum, XXII.2-4

Y Pedro, sobre la cual la Iglesia es construida, contra la cual las puertas del infierno no prevalecerán, para manifestar la unidad estableció una cátedra, y con su autoridad dispuso que el origen de esta unidad empezase por uno. Cierto que lo mismo eran los demás Apóstoles que Pedro, adornados con la misma participación de honor y potestad, pero el principio dimana de la unidad. A Pedro se le da el primado, para que se manifieste que es una la Iglesia de Cristo.
Cipriano de Cartago, De la Unidad de la Iglesia. 4.5.

Y el Señor también en el Evangelio, cuando los discípulos lo abandonaron mientras él hablaba, tornándose hacia los doce, dijo «¿también vosotros os iréis?»; entonces Pedro le respondió: «Señor, ¿a quién iremos? Tú tienes la palabra de vida eterna; y creemos, y estamos seguros, de que eres el Hijo del Dios viviente». Aquí habla Pedro, sobre quien la Iglesia había de ser edificada.
Cipriano de Cartago, Epístolas 68:8.

Y Pedro, sobre la cual la Iglesia es construida, contra la cual las puertas del infierno no prevalecerán
Orígenes, Comentario sobre Juan . 5:3.

#### Citas bíblicas sobre la instauración de Pedro
Éstas son las principales citas bíblicas sobre las que se apoya el catolicismo para determinar el papel de Pedro y el papado:

—Él les dijo: Y vosotros, ¿quién decís que soy?

Respondiendo Simón Pedro, dijo:

—Tú eres el Cristo, el Hijo de Dios viviente.

Entonces le respondió Jesús:

—Bienaventurado eres, Simón hijo de Jonás, porque no te lo reveló carne ni sangre, sino mi Padre que está en los cielos. Y yo te digo: «Tú eres Pedro, y sobre esta piedra edificaré mi iglesia, y el poder de la Muerte no prevalecerá contra ella. Yo te daré las llaves del Reino de los Cielos. Todo lo que ates en la tierra, quedará atado en el cielo, y todo lo que desates en la tierra, quedará desatado en el cielo».
San Mateo 16,15-19

Y pondré la llave de la casa de David sobre su hombro; y abrirá, y nadie cerrará; cerrará, y nadie abrirá
Isaías 22,22

Y subió a una de las barcas, que era de Simón, y le rogó que se alejara un poco de la tierra; y, sentándose, enseñaba desde la barca a las multitudes
San Lucas 5,3

Dijo también el Señor:

Simón, Simón, he aquí que Satanás ha solicitado poder para zarandearlos como a trigo; pero yo he rogado por ti, para que tu fe no falle; y tú, cuando te hayas vuelto, fortalece a tus hermanos
San Lucas 22,31-32

Después de haber comido, Jesús dijo a Simón Pedro: Simón, hijo de Jonás, ¿me amas más que éstos?

Le respondió: Sí, Señor; tú sabes que te amo.

Él le dijo: Apacienta mis corderos.

Volvió a decirle la segunda vez: Simón, hijo de Jonás, ¿me amas ?

Pedro le respondió: Sí Señor, tú sabes que te amo.

Le dijo: Pastorea mis ovejas.

Le dijo la tercera vez: Simón, hijo de Jonás. ¿Me amas?

Pedro se entristeció de que le dijese por tercera vez: ¿Me amas? y le respondió: Señor, Tú lo sabes todo; Tú sabes que te amo.

Jesús le dijo: Apacienta mis ovejas
San Juan 21,15-17

### Muerte de san Pedro

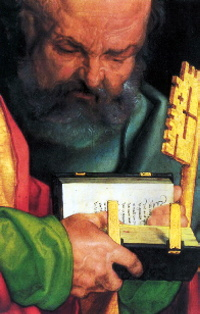
Simón Pedro (detalle del cuadro Los cuatro apóstoles de Alberto Durero)

A partir del siglo XI[cita requerida] la Iglesia católica ha hecho énfasis en el origen de la sucesión apostólica a partir de Roma. Debe tenerse en cuenta que en los inicios de esta tradición, el peso del Imperio romano se había trasladado a Bizancio. Sin embargo, Roma era el Patriarcado que tenía la primacía sobre los demás patriarcas,[cita requerida] pues Constantinopla no fue elevada a Patriarcado hasta el siglo V[cita requerida], y aun así no gozó de la autoridad espiritual que tenía Roma, principalmente con papas como san León Magno. Luego de la caída del Imperio romano de Occidente, la figura del obispo de Roma se volvió relevante también en lo político, siendo la única institución que sobrevivió a la Caída de Roma.
Entre los argumentos de esta sucesión apostólica están las excavaciones arqueológicas realizadas en la segunda mitad del siglo XX bajo el altar mayor de la basílica de San Pedro. Estas probaron que la tumba sobre la que se edificó el templo, que presenta una inscripción que dice: «Petrus» (Pedro en latín), contiene restos del siglo I.
También pueden mencionarse otros testimonios escritos. La epístola de Clemente de Roma (tercer sucesor de Pedro), dirigida hacia el año 98[cita requerida] a los fieles de Corinto, menciona el martirio de Pedro en Roma así como el de Pablo. El hecho de que se dirija con autoridad a una Iglesia lejana, como lo era una griega, sugiere que los cristianos reconocían la autoridad del sucesor de Pedro.
Veinte años más tarde (hacia 117), el obispo Ignacio de Antioquía (Iglesia que también había sido presidida por Pedro)[cita requerida] escribió siete cartas a sus fieles mientras viajaba como condenado a muerte hacia Roma. En una de ellas pide a los cristianos romanos que no intercedan por su liberación, pero aclaró: «Yo no os mando como Pedro y Pablo» Ello que hace suponer la estancia de dichos apóstoles en la capital imperial y, a la vez, la sumisión de las demás iglesias a la de Roma.
El Evangelio de Juan, redactado a fines del siglo I, cuando Pedro ya había muerto. No señala el lugar de su martirio, pero alude claramente a la muerte de Pedro por el martirio, y sabe evidentemente que fue ejecutado en la cruz. Que el lugar es Roma puede deducirse por los versículos finales de la primera carta de Pedro, que dice estar escrita en "Babilonia". La identificación entre Babilonia y Roma aparece en el Apocalipsis de Juan (14, 8; 16) y en la literatura judía apocalíptica y rabínica.
Otro documento cristiano, la Ascensión de Isaías, redactado hacia el año 100[cita requerida], habla en estilo profético (documentando en realidad algo ocurrido en el pasado) asegurando que uno de los doce apóstoles será entregado en manos de «Beliar, el asesino de su madre» (Nerón). El Apocalipsis de Pedro, datable asimismo a principios del siglo II,[cita requerida] también habla del martirio de Pedro en Roma, al dirigirle esta frase: «Mira, Pedro, a ti te lo he revelado y expuesto todo. Marcha, pues, a la ciudad de la prostitución, y bebe el cáliz que yo te he anunciado».
Los testimonios sobre la muerte de Pedro en Roma continúan en Oriente, con el obispo Dionisio de Corinto (180); en Occidente, con Ireneo de Lyon (muerto en 208, discípulo de Policarpo de Esmirna, que a su vez había sido discípulo del apóstol Juan), y en África, por Tertuliano (muerto en 220). Aún es más importante el hecho de que no haya iglesia cristiana que pretenda para sí esta tradición ni se levante una voz contemporánea que la combata o ponga en duda.
El gobierno jerárquico de la Iglesia católica se basa en la autoridad de los sucesores de los apóstoles, llamados obispos, reunidos en concilio bajo la autoridad del primero de los obispos. Para los católicos, este es el obispo de Roma (comúnmente conocido como papa), dado que Pedro fue simultáneamente obispo de Roma y líder de los apóstoles.
Cabe mencionar que otras tradiciones cristianas difieren enormemente con respecto a la figura de Pedro. Si bien la mayoría de ellas se limitan a cuestionar el papel de Pedro como supuesta cabeza de la Iglesia, otras cuestionan que recibiese el título de obispo de Roma o incluso que muriese en dicha ciudad.[cita requerida]

### Sucesión apostólica del obispado de Roma
Tal como lo asevera el catolicismo, la legitimidad de los obispos se fundamenta en la transmisión de la autoridad espiritual de los apóstoles a sus sucesores. En el caso del primado apostólico de Roma, al igual que el resto de las sedes episcopales, su origen y antigüedad parece confirmada por las fuentes más antiguas, como Ireneo de Lyon (Adversus Haereses) y Eusebio de Cesarea (Historia Eclesiástica), quienes parecen coincidir en que tras el martirio y muerte del apóstol Pedro, el siguiente en ser elegido como obispo de Roma fue Lino, de quien no se tienen mayores informaciones sobre su vida, y que sin embargo ambos autores identifican con aquel mencionado por San Pablo en sus cartas a Timoteo Tal sucesión, como se ha dicho, se daría tras la muerte de Pedro, esto es, hacia los años 64-67 d. C.
Cabe destacar que dichos padres de la Iglesia parecen aseverar además la primacía de la Iglesia de Roma, entre las demás existentes, por lo que Ireneo se limita a enumerar el listado de los obispos de dicha iglesia. Dichos catálogos son considerados dentro de la Iglesia católica como los listados más exactos de los primeros papas:

Luego de haber fundado y edificado la Iglesia los beatos Apóstoles, entregaron el servicio del episcopado a Lino: a este Lino lo recuerda Pablo en sus cartas a Timoteo. Anacleto lo sucedió. Después de él, en tercer lugar desde los Apóstoles, Clemente heredó el episcopado, el cual vio a los beatos Apóstoles y con ellos confirió, y tuvo ante los ojos la predicación y Tradición de los Apóstoles que todavía resonaba […].
A Clemente sucedió Evaristo, a Evaristo Alejandro, y luego, sexto a partir de los Apóstoles, fue constituido Sixto. En seguida Telésforo, el cual también sufrió gloriosamente el martirio; siguió Higinio, después Pío, después Aniceto. Habiendo Sotero sucedido a Aniceto, en este momento Eleuterio tiene el duodécimo lugar desde los Apóstoles.
Ireneo de Lyon.Adversus Haereses (Contra los herejes) III, 3.3

Así, se ha establecido que posteriormente a Lino, se sucedió Anacleto siguiendo la línea hasta Eleuterio quien era el obispo de Roma en tiempos en que San Ireneo escribió el "Adversus Haereses" (hacia 180 d. C.), de estos nombres cabe destacar el de Clemente, cuya existencia parece comprobada por la epístola atribuida a él, tanto por Eusebio como por Ireneo, y dirigida a una de las iglesias establecidas en Grecia llamada “Carta a los Corintios”, en la que el autor saluda en nombre de «la Iglesia de Dios que reside en Roma», y en cuyo texto se reafirma la sucesión apostólica de todas las Iglesias, incluyendo la romana:

”Y nuestros apóstoles sabían por nuestro Señor Jesucristo que habría contiendas sobre el nombramiento del cargo de obispo. Por cuya causa, habiendo recibido conocimiento completo de antemano, designaron a las personas mencionadas, y después proveyeron a continuación que si éstas durmieran, otros hombres aprobados les sucedieran en su servicio.”
San Clemente de Roma. Epístola a los Corintios. XLIV.

Si bien, la citada carta no hace declaración sobre el primado de la sede romana, no obstante, no puede suponerse que la misma se dirigiera a una comunidad tan lejana, si la misma no fuera a ser recibida como proveniente de una autoridad, cuanto más cuando la citada carta fue enviada en virtud de los conflictos y divisiones en que se encontraban los corintios.

## Títulos papales
Actualmente, el papa ostenta también oficialmente los siguientes títulos:
- Obispo de Roma: Del griego επίσκοπος epískopos, que quiere decir “supervisor”.[39] Es el título más antiguo del papa, atestiguado entre los siglos II y IV por Ireneo de Lyon[32] y Eusebio de Cesarea.[31] Se refiere a que el papa es, antes que nada, obispo de la Iglesia particular de la Ciudad Eterna, Roma, que es su diócesis ordinaria. En su carácter de obispo, el papa pertenece al Colegio Episcopal, sin embargo, fundamentado en el primado que le otorga la doctrina católica, es considerado cabeza de tal colegio, designación otorgada por el Concilio Vaticano II.[40]
- Vicario de Cristo: En latín Vicarius Christi. Significa "que tiene las veces" de Cristo.[41] En el catolicismo se llama así a los obispos, pues ejercen su autoridad en nombre de Cristo al servicio de la Iglesia.[42][43][44][45] Este título se aplica especialmente al papa en cuanto representante de Jesucristo en la Tierra. Al parecer es un título antiguo; ya Inocencio III lo usó para fundar su autoridad;[46] luego, en el siglo XV, el Concilio de Florencia se refirió al obispo de Roma como «verdadero vicario de Cristo».[47]
- Sucesor del príncipe de los Apóstoles: Puesto que la tradición católica refiere a Roma como sede y lugar del martirio de san Pedro —a quien se da el título de príncipe de los Apóstoles—, el papa es considerado su sucesor. El Código de Derecho Canónico vigente en la actualidad señala, en el canon 331, que el obispo de la Iglesia de Roma es «en quien permanece la función que el Señor encomendó singularmente a Pedro, primero de los apóstoles».[3]
- Sumo Pontífice de la Iglesia Universal: El título pontífice, del latín pontifex, era usado en la Antigua Roma para llamar a los magistrados sacerdotales que presidían los ritos y ceremonias religiosas, siendo usado más tarde para designar a obispos o arzobispos, especialmente al papa.[48] El título Pontifex Maximus (pontífice máximo) era utilizado para distinguir al pontífice que ostentaba la dignidad suprema en la Roma pagana; posteriormente, a los obispos de las sedes más importantes les fue dado el título de Summus Pontifex (sumo pontífice) para indicar el papel que desempeñaban los obispos a semejanza de los sumos sacerdotes judíos, sin embargo, ya en el siglo XI estos términos eran usados exclusivamente para referirse a los papas.[49] Con este título se alude a que el papa es el «Pastor de la Iglesia universal en la tierra» y que «tiene, en virtud de su función, potestad ordinaria, que es suprema, plena, inmediata y universal en la Iglesia».[3]
- Patriarca de Occidente: En latín, Patriarcha Occidentis. Está ligado a la desintegración del antiguo sistema de las tres sedes de Roma, Antioquía y Alejandría, siendo el obispo de Roma el primado de la Iglesia latina, conocida como el patriarcado de Occidente. El título fue retirado por Benedicto XVI en 2006, siendo restituido por Francisco en 2024.[50]
- Primado de Italia:[51] El título de primado, del latín primatus,[52] se refiere a su dignidad como el primero y más preeminente de todos los obispos de la Conferencia Episcopal Italiana.
- Arzobispo metropolitano de la Provincia Romana: Es decir, arzobispo del Lacio.
- Soberano del Estado de la Ciudad del Vaticano: Título referente al papa como jefe de Estado de la Ciudad del Vaticano, cuya forma de gobierno es una monarquía absoluta en la que posee pleno poder legislativo, ejecutivo y judicial.[6][7]
- Siervo de los siervos de Dios: En latín, Servus Servorum Dei. Utilizado principalmente en la firma de documentos dogmáticos y doctrinales. Se atribuye al papa Gregorio Magno su uso por primera vez en el siglo VI, aplicado a sí mismo como signo de humildad, en contraste al título de "patriarca ecuménico" que se arrogaba el arzobispo de Constantinopla.[53] Exclusivo del romano pontífice a partir de siglo IX.[49]

## Lista de papas
A lo largo de la historia la lista del Anuario Pontificio contiene 265 papas y 267 papados; esto se debe a que Benedicto IX accedió en tres ocasiones al papado. De entre todos los papas, 42 han ejercido el pontificado durante menos de un año y 10 lo han ejercido durante más de 20 años. El papa con el pontificado más largo del que se tienen datos fidedignos fue Pío IX, que fue papa durante 31 años, 7 meses y 22 días (1846-1878). Se cree que el pontificado de san Pedro fue más largo, pero su duración exacta es difícil de determinar, ya que hay dudas sobre cuándo situar el comienzo: si en el momento de la muerte de Jesús, en torno el año 30, o en el de su llegada a Roma, hacia el 42. El papa con el pontificado más corto fue Urbano VII, que lo ejerció durante 12 días en septiembre de 1590.
Un número significativo de papas han sido reconocidos como santos, incluyendo a 52 de los primeros 54 papas, y otros están en proceso de canonización. Los primeros 31 papas (excepto Ceferino) murieron martirizados (véase lista de papas asesinados).

## Jefatura de Estado de la Ciudad del Vaticano

### Pontífices soberanos
| Pontífice                               | Nombre y origen                                                             | Período                                       | Escudo papal y lema                                                 | Notas |
| --------------------------------------- | --------------------------------------------------------------------------- | --------------------------------------------- | ------------------------------------------------------------------- | --- |
| Pío XI PIVS Undecimus                   | Ambrogio Damiano Achille Ratti (1857-1939) Desio, Lombardía-Venecia         | 7 de junio de 1929-10 de febrero de 1939      | pax christi in regno christi La paz de Cristo en el Reino de Cristo | Nació en el Reino de Lombardía-Venecia. Firmó el Tratado de Letrán con Italia (1929), estableciendo la Ciudad del Vaticano como Estado soberano. Inauguró la Radio Vaticano (1931), refundó la Pontificia Academia de las Ciencias (1936) e instituyó la festividad de Cristo Rey. Se opuso al nazismo y al comunismo. |
| Pío XII PIVS Duodecimus                 | Eugenio Maria Giuseppe Giovanni Pacelli (1876-1958) Roma, Italia            | 2 de marzo de 1939-9 de octubre de 1958       | opus justitiae pax La paz, obra de la justicia                      | Primer papa nacido en la Italia unificada. Se le atribuye haber intervenido por la paz durante la Segunda Guerra Mundial; fue controvertido por sus reacciones ante el Holocausto. Redujo la mayoría cardenalicia italiana. Invocó la infalibilidad papal en la encíclica Munificentissimus Deus (1950), que define el dogma de la Asunción de Marís. Publicó la Humani generis (1950), primera encíclica que se refiere específicamente a la evolución biológica, en la que adoptó una postura neutral, aunque con reservas sobre la evolución humana. Mandó excavar las grutas vaticanas para aclarar si la tumba de san Pedro se encontraba bajo el altar de la basílica vaticana como decía la tradición. Declarado venerable el 19 de diciembre de 2009. |
| Juan XXIII IOANNES Vicesimus Tertius    | Angelo Giuseppe Roncalli (1881-1963) Sotto il Monte, Italia                 | 28 de octubre de 1958-3 de junio de 1963      | obedientia et pax Obediencia y paz                                  | Italiano. Conocido como «el Papa Bueno», inauguró el Concilio Vaticano II (1962). Emitió la encíclica Pacem in terris (1963) sobre la paz y el desarme nuclear; e intervino por la paz durante la crisis de los misiles de Cuba (1962). Beatificado el 3 de septiembre de 2000 y canonizado el 27 de abril de 2014. |
| Pablo VI PAVLVS Sextus                  | Giovanni Battista Enrico Antonio Maria Montini (1897-1978) Concesio, Italia | 3 de junio de 1963-6 de agosto de 1978        | in nomine domini En el nombre del Señor                             | Italiano. Último papa en ser coronado. Primer papa desde 1809 en viajar fuera de Italia. Clausuró el Concilio Vaticano II (1965). Emitió la encíclica Humanae vitae (1968), condenando la contracepción artificial. Revisó el misal romano (1969). Beatificado el 19 de octubre de 2014 y canonizado el 14 de octubre de 2018. |
| Juan Pablo I IOANNES PAVLVS Primus      | Albino Luciani (1912-1978) Canale d'Agordo, Italia                          | 26 de agosto de 1978-28 de septiembre de 1978 | humilitas Humildad                                                  | Italiano, fue el primer papa nacido en el siglo XX y el último italiano más reciente, de una sucesión de papas de ese origen que comenzó con Clemente VII en 1523. Conocido como «el Papa de la Sonrisa» o «el Papa de Septiembre». Abolió la coronación papal y optó por la inauguración papal. Primer papa desde Landón en adoptar un nombre papal que no se había usado antes; y primero con dos nombres, para honrar a sus dos predecesores inmediatos. Último en usar la silla gestatoria. Gobernó solamente durante 33 días, lo que constituye uno de pontificados los más cortos de la historia, dando lugar al más reciente año de los tres papas, el primero desde 1605. Beatificado el 4 de septiembre de 2022.                                     |
| Juan Pablo II IOANNES PAVLVS Secundus   | Karol Józef Wojtyła (1920-2005) Wadowice, Polonia                           | 16 de octubre de 1978-2 de abril de 2005      | totus tuus Todo tuyo                                                | Polaco, el primero de esa nacionalidad y el primero de origen eslavo. Primer papa no italiano desde Adriano VI (r. 1522-1523). Fue el papa más joven desde Pío IX. Viajó extensamente, visitando 129 países durante su pontificado. Es el tercer papa con el pontificado más largo, con casi 27 años, por detrás de san Pedro y Pío IX. Fundó la Jornada Mundial de la Juventud (1984) y la Pontificia Academia de Ciencias Sociales (1994). Primero en usar el papamóvil. Beatificado el 1 de mayo de 2011 y canonizado el 27 de abril de 2014. |
| Benedicto XVI BENEDICTVS Sextus Decimus | Joseph Aloisius Ratzinger (1927-2022) Marktl, Alemania                      | 19 de abril de 2005-28 de febrero de 2013     | cooperatores veritatis Colaboradores de la verdad                   | Alemán, el primero de esa nacionalidad desde Esteban IX (r. 1057-1058). Promovió el uso del latín y reintrodujo varias vestimentas papales que habían caído en desuso. Elevó la misa tridentina a una posición más prominente (2007). Autorizó la formación de los ordinariatos anglicanos (2009). Primer papa en renunciar al papado desde Gregorio XII (1415); primero en hacerlo por voluntad propia desde Celestino V (1294), convirtiéndose en papa emérito. Falleció en 2022 a los 95 años, por lo que es el papa más longevo registrado fehacientemente. |
| Francisco FRANCISCVS                    | Jorge Mario Bergoglio, S. J. (1936-2025) Buenos Aires, Argentina            | 13 de marzo de 2013-21 de abril de 2025       | miserando atque eligendo Lo miró con misericordia y lo eligió       | Nació en Argentina; el primero nacido fuera de Europa desde Gregorio III (r. 731-741) y el primero de América; primer papa argentino, primero sudamericano y primero del hemisferio sur. Primer papa de un instituto religioso desde Gregorio XVI (1831-1846) y el primero de la Compañía de Jesús. Facilitó el deshielo cubano (2015-2017). Primer papa en visitar y celebrar una misa en la península arábiga, concretamente en Abu Dabi. Redujo la mayoría europea de cardenales, desplazando la membresía del Colegio Cardenalicio fuera de Europa. Canonizó a más santos que cualquiera de sus predecesores. |
| León XIV LEO Quartus Decimus            | Robert Francis Prevost, O. S. A. (n. 1955) Chicago, Estados Unidos          | 8 de mayo de 2025-actualidad                  | in illo uno unum En Aquel [que es] Uno, somos uno                   | Primer papa nacido en los Estados Unidos, el primero con las nacionalidades estadounidense y peruana, el primero norteamericano y el segundo de América. Es el primero de un país angloparlante desde Adriano IV (r. 1154-1159), así como el primer papa nacido después de la Segunda Guerra Mundial. Perteneciente a la Orden de San Agustín. |

## Elección papal
A partir del siglo XII, la elección de pontífice romano se realiza mediante cónclaves, esto es la reunión del Colegio cardenalicio en los que los purpurados eligen mediante escrutinio secreto al nuevo papa.
Conforme a la normatividad eclesiástica actual el cargo de Obispo de Roma queda libre solamente al morir o renunciar válidamente el pontífice en turno, a este periodo donde la Sede Apostólica queda sin titular se le conoce como “Sede Vacante”, por lo que al acontecer esto, se convoca a Cónclave para elegir nuevamente a la cabeza de la Iglesia católica.
Conforme al Código de Derecho Canónico, solamente el Colegio Cardenalicio tiene competencia para elegir al sumo pontífice, sin embargo deberán apegarse a la normatividad específica. Dicha normatividad es expedida por el sumo pontífice. La que rige actualmente se encuentra contenida en la Constitución Apostólica Universi Dominici Gregis, expedida por el papa Juan Pablo II, el 22 de febrero de 1996.
Según la dicha Constitución Apostólica, y la normatividad general de la Iglesia, las peculiaridades de la elección pontificia son las siguientes:
- Cualquier sacerdote católico, susceptible de ser obispo, puede ser elegido papa, sin embargo si carece del rango episcopal deberá ser ordenado obispo inmediatamente tras su elección.

- La elección se lleva a cabo por el Colegio de Cardenales, los cuales no pueden pasar del número de ciento veinte. Pudiendo ser electores todos los cardenales que no pasen de la edad de ochenta años cumplidos un día antes de la Sede Vacante.

- La elección se lleva en estricta privacidad dentro de la Capilla Sixtina, pudiendo alojarse los cardenales electores en la Domus Sanctae Marthae. Y bajo el juramento del más estricto secreto durante y después del cónclave.

- Tras cada elección que se lleve a cabo, y para anuncio al pueblo católico que espera, si hay acuerdo, se proclama mediante la fumata blanca, en caso contrario se anuncia con la fumata negra y se prosiguen las votaciones.

- Una vez elegido al sucesor de san Pedro, se le pide consentimiento. «¿Aceptas tu elección canónica para Sumo Pontífice?», si acepta se le interroga por el nombre que tomará: «¿Cómo quieres ser llamado?», levantándose acta de la aceptación y nombre del nuevo papa.

- Tras las muestras de respeto de los cardenales y la acción de gracias a Dios, el nuevo papa es anunciado por el cardenal protodiácono, al pueblo que espera, con la siguiente fórmula:

Annuntio vobis gaudium magnum;
Habemus Papam:
Eminentissimum ac reverendissimum Dominum,
Dominum (nombre),
Sanctæ Romanæ Ecclesiæ Cardinalem (apellido),
Qui sibi nomen imposuit (nombre papal).
Os anuncio un gran gozo:
Tenemos Papa:
El eminentísimo y reverendísimo señor,
señor (nombre),
cardenal de la Santa Iglesia Romana (apellido),
que ha adoptado como nombre (nombre papal).

- Saliendo el electo al balcón de la basílica vaticana, a impartir su primera bendición llamada “Urbi et Orbi”, esto es, a la ciudad de Roma (Urbi) y al mundo (Orbi).

Cabe destacar que partir de la citada Constitución Apostólica de Juan Pablo II, la elección del nuevo obispo de Roma se realiza mediante escrutinio o voto secreto, realizado mediante papeletas donde se escribe el nombre del candidato, y realizándose conteo hasta obtener la votación requerida de dos tercios de los votos de la totalidad de los electores. Por lo que han quedado abolidas las elecciones conocidas como "per aclamationem seu inspiratione" y "per compromissum", que todavía preveía la normatividad de Pablo VI, la Constitución Apostólica Romano Pontifici Eligendo.

## Permanencia en el cargo
A lo largo de los seis últimos siglos, la práctica totalidad de los papas han permanecido en su cargo hasta la muerte, excepto Benedicto XVI quien, en 2013, anunció su renuncia al cargo, que se hizo efectiva el 28 de febrero del mismo año.

## Atributos papales

### Infalibilidad del papa

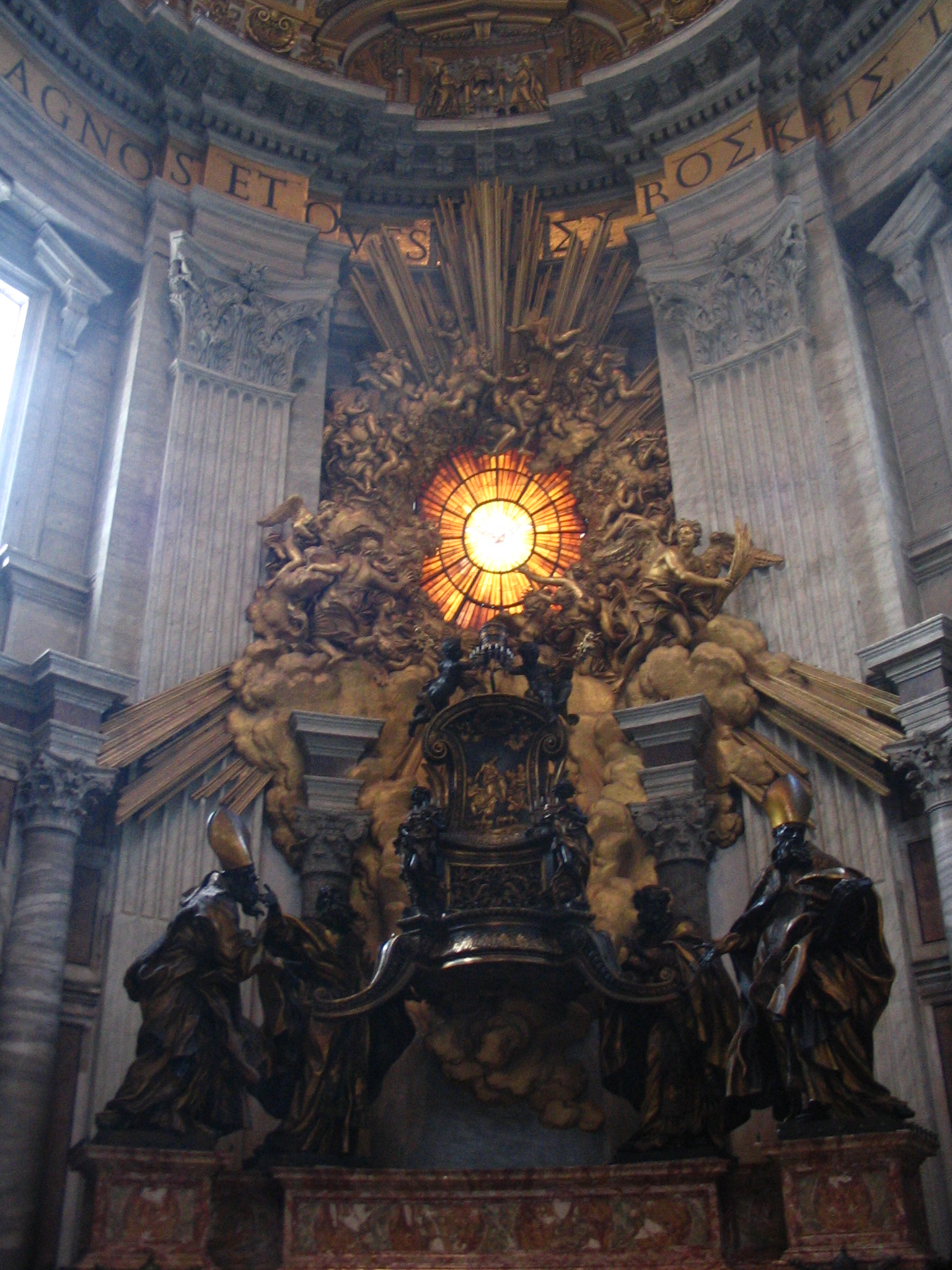
La cátedra de san Pedro por Bernini, en el ábside de la Basílica de San Pedro en Roma, símbolo del magisterio del sumo pontífice

La infalibilidad no es un privilegio personal: es un atributo que corresponde a la dignidad del papa como resultado de la asistencia del Espíritu Santo prometido por Jesucristo. El papa es infalible, o sea, el papa está exento de error, cuando habla ex cathedra en materia de fe o de moral.
Desde la antigüedad, el obispo de Roma tuvo cierta preeminencia al momento de establecer prácticas litúrgicas y dirimir controversias respecto a puntos discutidos de doctrina señalando las directrices a seguir (ortodoxia). Sin embargo, se dieron casos en los que las opiniones del obispo romano eran ignoradas y hasta rechazadas, como aconteció respecto a la disputa acerca de la celebración de la Pascua conforme a la práctica conocida como cuartodecimal en tiempos del papa Víctor I.
No obstante, no fue sino hasta la Reforma protestante, cuando resultó necesario establecer teológicamente la capacidad del sumo pontífice para definir la doctrina a seguir dentro de la Iglesia católica, ante la constante crítica de los reformados.
Dicha definición no llegaría sino hasta el año 1870, con la Constitución dogmática Pastor Aeternus, redactada dentro del Concilio Vaticano I, la que estableció la infalibilidad papal de la siguiente manera:

El Romano Pontífice, cuando habla ex cathedra, esto es, cuando en el ejercicio de su oficio de pastor y maestro de todos los cristianos, en virtud de su suprema autoridad apostólica, define una doctrina de fe o costumbres como que debe ser sostenida por toda la Iglesia, posee, por la asistencia divina que le fue prometida en el bienaventurado Pedro, aquella infalibilidad de la que el divino Redentor quiso que gozara su Iglesia en la definición de la doctrina de fe y costumbres. Por esto, dichas definiciones del Romano Pontífice son en sí mismas, y no por el consentimiento de la
Iglesia, irreformables.
Constitución Dogmática Pastor Aeternus.

Posteriormente, dicha facultad sería ratificada dentro del Concilio Vaticano II, en la Constitución Dogmática Lumen Gentium.
Tras la definición teológica, esta facultad solamente ha sido usada una vez por el papa Pío XII para la definición del dogma de la Asunción de la Virgen María en 1950.

### Creación de cardenales
No obstante que en siglos pasados el nombramiento de cardenales fue sumamente disputado entre las jerarquías eclesiásticas y hasta civiles, en la actualidad la elección y promoción al grado cardenalicio compete, de manera exclusiva al sumo pontífice, quien les elige de entre aquellos varones que hayan recibido cuando menos el presbiterado, no obstante, en caso de no ser obispos deben ser consagrados como tales. Su nombramiento se hace público mediante su anuncio en Consistorio, esto es, ante el Colegio Cardenalicio.
En este sentido, el Obispo de Roma tiene la facultad de designar a un cardenal, anunciando su creación pero reservándose el nombre del mismo, a este tipo de elección se le conoce con el nombre latino de “in pectore”. En este caso las facultades del cardenal comienzan hasta el día en que el Pontífice haga público su nombre.
Una vez publicado en consistorio, los cardenales pasan a formar parte del Colegio cardenalicio, por el cual (a través de Consistorios) y de manera personal asisten al romano pontífice en el gobierno de la Iglesia, y se vuelven posibles electores de la próxima elección pontificia.

## Insignias papales
- Anillo del Pescador. En latín: Anulus Piscatorius. Es un anillo que representa a san Pedro pescando en su barca y en el que se encuentra grabado el nombre del pontífice en turno. El testimonio más antiguo de su existencia se remonta al siglo XIII durante el pontificado de Clemente IV.[76] Es utilizado igualmente como sello para estampar las breves papales.[77] Es fabricado para cada papa en lo personal, de hecho, es símbolo del pontificado individual, ya que el anillo es manufacturado al momento de que un individuo es electo papa y destruido al fallecer este. La colocación del anillo en la ceremonia de inauguración del pontificado (antes coronación papal) y la anulación del anillo al morir el papa en turno son tareas que corresponden al camarlengo.[78]

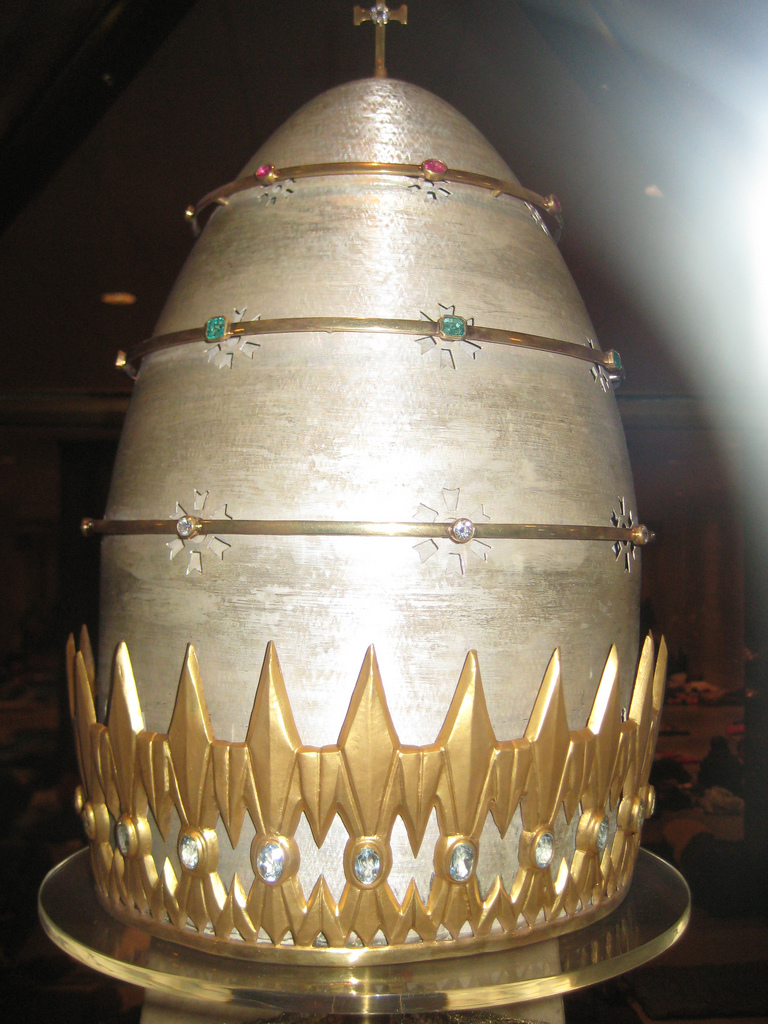
Tiara papal de Pablo VI, última en ser utilizada por un papa. Actualmente en la Basílica del Santuario Nacional de la Inmaculada Concepción en Washington D. C.

- Tiara papal. También conocida como triple tiara o en latín: triregnum. Es la triple corona usada anteriormente por el papa en su coronación u ocasiones solemnes.[79] Es una mitra metálica (ordinariamente de un metal precioso), ceñida por tres coronas de oro, piedras preciosas y rematada por una pequeña cruz sobre una esfera. Originalmente las tres coronas representaban: la soberanía sobre los Estados Pontificios, la primera; el poder espiritual sobre el civil, la segunda; y la tercera la autoridad papal sobre el resto de los príncipes civiles.[80] Actualmente, la Iglesia católica profesa que la triple corona simboliza las tres facultades primordiales del sumo pontífice: orden sagrado, jurisdicción y magisterio.[80] Su uso se extendió desde el siglo XII y hasta tiempos modernos, siendo el papa Pablo VI el último quien fue coronado con la tiara en 1963, aunque tras el Concilio Vaticano II renunció a su uso por el de la mitra, pero dejando opcional su utilización a sus sucesores, por lo que el inicio del pontificado conforme al ordenamiento de Pablo VI siguió llamándose "coronación".[81] En adelante (desde Juan Pablo I) los papas renunciarían a ser coronados y al uso habitual de la tiara. Ya Juan Pablo II, a través de la Constitución Dogmática Universi Dominici Gregis abolió el término “coronación” sustituyéndolo por “ceremonia de inauguración del pontificado”.[82] Igualmente, la triple tiara era un símbolo común en la heráldica papal, como elemento necesario en los escudos de armas personales de los papas, complementando las armas del cardenal electo o aquellas que asumiera; sin embargo, también en ello Benedicto XVI realizó un cambio significativo en tal práctica eliminando totalmente la tiara, cambiándola por una mitra plateada con tres franjas doradas.[80]

- Palio. Del latín pallium. Es una cinta de lana blanca, de cinco centímetros de ancho, que hasta el pontificado de Juan Pablo II llevaba bordadas seis cruces negras y que se pone alrededor de hombros y espalda por el papa y los arzobispos como símbolo de su autoridad metropolitana.[83] Dicha autoridad es ejercida por el papa como metropolitano de la capital italiana. Al principio de su pontificado, el papa Benedicto XVI modificó la forma del palio al estilo en que se usaba antes del siglo X, cruzado sobre el hombro y con cinco cruces rojas como símbolo de la pasión de Cristo. No obstante, a partir de junio de 2008, hizo nueva modificaciones, ahora tiene una forma circular cerrada, con dos extremos colgantes en pecho y espalda, volviendo a su forma anterior, pero permaneciendo las cruces rojas.[84]

- Mitra. Especie de bonete redondo, tocado con dos piezas de tela acartonada en forma de hojas altas una atrás y otra delante formando una especie de cono abierto a los lados,[85] del que cuelgan dos tiras de tela llamadas ínfulas que representan la autoridad del Antiguo y del Nuevo Testamento.[86] Es una indumentaria propia de los rangos eclesiásticos de obispos, arzobispos y cardenales, de ahí que a los prelados de dichas jerarquías se les llame "mitrados" y a su jurisdicción se le llame "mitra". La mitra es usada por el papa en cuanto es obispo de la ciudad de Roma. Su uso se reserva a celebraciones litúrgicas solemnes como la misa. Desde Pablo VI su uso se prefirió al de la tiara y, partir de Benedicto XVI, la sustituyó aún en la heráldica papal.[80]
- Solideo. Proviene de las palabras latinas soli y deo, que en conjunto quieren decir “sólo a Dios”.[87]Es un pequeño gorro de tela en forma de casquillo que cubre la coronilla. Usado por obispos, cardenales y el papa. Su significado proviene del hecho de que quién lo lleva sólo se lo quita ante Dios, por lo que según la Doctrina Católica, sólo se quita ante el Santísimo Sacramento, en Misa desde el prefacio hasta después de la comunión. Igualmente los obispos y cardenales se lo quitan ante el romano pontífice en reconocimiento de que es vicario de Cristo. El solideo del papa es blanco, exclusivo de su investidura.[85]

Vestimenta diaria del papa

- Camauro. Un camauro es un gorro tradicionalmente llevado por el papa de la Iglesia católica. El camauro es rojo con un ribete de armiño blanco y se lleva en lugar de la birreta durante el frío invierno romano.
- Trono papal.
- Confalón de la Iglesia.
- Flabelos. Los flabelos se utilizaron desde la antigüedad en rituales paganos y pasaron a formar parte de los rituales de la Iglesia cristiana en fecha muy temprana.
- Fanón. Se llama fanón a una especie de amito decorado con listones dorados que el papa usa encima de la casulla en las Misas papales solemnes. Juan Pablo II lo utilizó en una sola ocasión, durante una misa en la Basílica de Santa Cecilia en Roma, al inicio de su pontificado. Benedicto XVI lo volvió a incorporar a la liturgia papal en 2012 y lo usó en las grandes solemnidades. También se pueden llamar fanones a las ínfulas que cuelgan en la parte de atrás de la mitra del obispo.
- Silla gestatoria. Se llama silla gestatoria a una silla provista de dos travesaños para ser llevada en hombros. Era usada para llevar en procesión al papa en ciertas ceremonias solemnes, de manera que la multitud pudiera verlo. Tras ella marchaban los flabelos. Fue usada por última vez por el papa Juan Pablo I.

Los ayudantes que la llevaban eran llamados Sediarios Pontificios. Actualmente se dedican a preparar las audiencias y celebraciones pontificias. La última vez que actuaron como “sediarios” fue el 8 de abril de 2005, cuando 12 de ellos llevaron a hombros el féretro de Juan Pablo II, ya que la silla gestatoria ha sido reemplazada por el papamóvil, más propio de estos tiempos modernos. Los "Sediarios Pontificios" son actualmente 24. El Decano de los mismos es el italiano Adalberto Maria Leschiutta.
La más antigua representación conocida de un dignatario transportado en una silla gestatoria se data durante las primeras dinastías egipcias, en la celebración del Heb Sed, arcaica fiesta ritual conmemorando el 30.º año de reinado del faraón.[cita requerida]
- Báculo pastoral. El báculo pastoral o pastoral es un cayado que llevan los obispos como signo de su función pastoral y que se le entrega en su consagración.
- Asterisco uso exclusivo en el rito romano.
- Fístula uso exclusivo en el rito romano.

## El término en otras iglesias
También se llaman «papas» a quienes lideran otras Iglesias cristianas distintas a la católica:
- Iglesia copta, cuyo actual papa es Teodoro II. La Iglesia copta afirma que sus papas son sucesores de san Marcos, el Evangelista, aunque este origen es discutido por los ortodoxos, quienes consideran legítimo sucesor de San Marcos al Patriarca ortodoxo de Alejandría.
- Iglesia apostólica armenia, cuyo papa lleva también el título de katholikós. El actual papa es Karekin II.

### Otros usos
- Iglesia ortodoxa rusa, cuyos sacerdotes, también son llamados «papas».

## Otros usos de término
Al general de la Compañía de Jesús  se le conoce como el «papa negro» debido a que en dicha orden lucen una sotana negra, incluyendo al general. Desde Inocencio V, que fue el primer papa dominico y que quiso seguir vistiendo el hábito blanco de la Orden de Predicadores, de la que procedía, el papa siempre lleva sotana blanca.

## Nota
1. ↑  Según la fe católica Cristo mismo es el pastor (Isaías 40:11; Ezequiel 34:11-31; Juan 10:11; 1 Pedro 5:4) y la cabeza de la Iglesia (Efesios 1:22; Colosenses 1:18), aunque sea gobernada por pastores humanos.[4] Los ministros llamados a este servicio pastoral ejercido en nombre de Cristo serían los obispos, los cuales son considerados sucesores de los apóstoles y forman un colegio cuya cabeza es el obispo de Roma, considerado sucesor de Pedro, a quien se cree le fueron entregadas las llaves de la Iglesia (Mateo 16:18-19) y fue instituido pastor de todo el rebaño (Juan 21:15-17).[5]